# Celsa Pérez Moreiras
Celsa Pérez Moreiras, (León, 25 de diciembre de 1912-Madrid, julio de 2010) fue una farmacéutica, docente e investigadora española.

## Trayectoria
Estudió Farmacia en la Universidad de Santiago de Compostela entre 1928 y 1932. Posteriormente trasladó el expediente a Madrid, alojándose en la Residencia de Señoritas Trabajó en el Instituto de Patología Médica del Hospital General de Madrid, dirigido por Gregorio Marañón, publicando dos trabajos de investigación.
Fue una de las primeras profesoras de Ciencias de la Universidad de Santiago de Compostela, ya que en 1933 impartía clases prácticas de Técnicas Físicas. Trabajó con el Catedrático de Farmacia Aniceto Charro, en el Instituto de Estudios Regionales y en el Laboratorio de Bromatología del Seminario de Estudios Gallegos, donde fue colaboradora. Tras el golpe de Estado de julio de 1936, se ofreció como voluntaria en el Laboratorio de Farmacia Militar en Santiago.